# Anicet Andrianantenaina
Anicet Andrianantenaina Abel (Antananarivo, 13 de marzo de 1990) es un futbolista profesional de Madagascar que actualmente se encuentra libre. Jugaba en la posición de centrocampista en el P. F. C. Beroe Stara Zagora de la Primera Liga de Bulgaria.

## Carrera
Formado en las categorías inferiores del AJ Auxerre, Andrianantenaina tuvo su debut como profesional en Bulgaria con el Chernomorets en el triunfo 4-0 sobre el Vidima-Rakovski, disputado el 10 de septiembre de 2011, en el que brindó una asistencia. Tras sus buenas actuaciones pasó al CSKA Sofía (2012-2013) y al Botev Plovdiv (2013-2014), hasta que fue contratado por Ludogorets Razgrad donde duró 7 años (2014-2021) y conquistó la Primera Liga de Bulgaria en siete ocasiones consecutivas, jugando 225 partidos y marcando 15 goles.
Luego de su salida del Ludogorets su carrera se fue a declive, teniendo pasos pocos destacados con el Future FC de Egipto, un regreso fugaz al fútbol búlgaro con P.F.C. Beroe Stara Zagora y el Maccabi Bnei Reineh de Israel, de donde salió en 2023. Actualmente no tiene equipo.

## Selección nacional
En cuanto a equipos nacionales, forma parte de la selección de fútbol de Madagascar desde el 6 de septiembre de 2015, cuando tuvo su debut en la Eliminatoria a la Copa África de Naciones ante Angola, el cual se saldó con empate a cero. También participó en las Eliminatorias a la Copa Mundial de Fútbol Rusia 2018, cayendo en la segunda ronda ante Senegal.
Su actuación más destacada fue en la Copa África de Naciones 2019, en el que su selección llegó hasta cuartos de final luego de empatar con Guinea y superar a Burundi y Nigeria en fase de grupos, eliminando a República Democrática del Congo por penales y cayendo ante Túnez en esta instancia. Andrianantenaina disputó los cinco partidos, marcando un gol en el debut ante Guinea.
En total, Andrianantenaina jugó 19 partidos y marcó tres goles, siendo su último encuentro la derrota de Madagascar 3-2 ante Tanzania en la Eliminatorias a la Copa Mundial de Fútbol Catar 2022, siendo el capitán y disputando 76 minutos.

## Clubes
| Club                        | País     | Año       |
| --------------------------- | -------- | --------- |
| A. J. Auxerre "II"          | Francia  | 2008-2011 |
| PSFC Chernomorets Burgas    | Bulgaria | 2011-2012 |
| P. F. C. CSKA Sofía         | Bulgaria | 2012-2013 |
| P. F. C. Botev Plovdiv      | Bulgaria | 2013-2014 |
| P. F. C.Ludogorets Razgrad  | Bulgaria | 2014-2021 |
| Future F. C.                | Egipto   | 2021-2022 |
| P. F. C. Beroe Stara Zagora | Bulgaria | 2022-     |

## Palmarés

### Títulos nacionales
| Título                   | Club                        | País     | Año  |
| ------------------------ | --------------------------- | -------- | ---- |
| Supercopa de Bulgaria    | P. F. C. Ludogorets Razgrad | Bulgaria | 2014 |
| Primera Liga de Bulgaria | P. F. C. Ludogorets Razgrad | Bulgaria | 2015 |
| Primera Liga de Bulgaria | P. F. C. Ludogorets Razgrad | Bulgaria | 2016 |
| Primera Liga de Bulgaria | P. F. C. Ludogorets Razgrad | Bulgaria | 2017 |
| Primera Liga de Bulgaria | P. F. C. Ludogorets Razgrad | Bulgaria | 2018 |
| Supercopa de Bulgaria    | P. F. C. Ludogorets Razgrad | Bulgaria | 2018 |
| Primera Liga de Bulgaria | P. F. C. Ludogorets Razgrad | Bulgaria | 2019 |
| Supercopa de Bulgaria    | P. F. C. Ludogorets Razgrad | Bulgaria | 2019 |
| Primera Liga de Bulgaria | P. F. C. Ludogorets Razgrad | Bulgaria | 2020 |
| Primera Liga de Bulgaria | P. F. C. Ludogorets Razgrad | Bulgaria | 2021 |
| Supercopa de Bulgaria    | P. F. C. Ludogorets Razgrad | Bulgaria | 2021 |